# Vezi, rândunelele se duc
Vezi, rândunelele se duc este un film românesc din 1966 regizat de Constantin Budișteanu.